# Tobias Sana
Tobias Tigjani Sana (ur. 11 lipca 1989 w Göteborgu) – szwedzki piłkarz pochodzenia burkińskiego grający na pozycji prawego pomocnika. Od 2019 roku jest zawodnikiem szwedzkiego IFK Göteborg.

## Kariera klubowa
Swoją karierę piłkarską Sana rozpoczynał w juniorach klubów Marieholms BoIK i Västra Frölunda IF. Następnie został piłkarzem Qviding FIF. W 2008 roku zadebiutował w nim w drugiej lidze szwedzkiej. W Qviding FIF grał do połowy 2009 roku.
Latem 2009 Sana przeszedł do IFK Göteborg. W IFK zadebiutował 11 kwietnia 2009 roku w wygranym 6:0 domowym meczu z Djurgårdens IF. 7 listopada 2010 strzelił swojego pierwszego gola w Allsvenskan w domowym meczu z Gefle IF (2:2). W zespole IFK Sana występował do lata 2012 roku.
1 sierpnia 2012 Sana podpisał trzyletni kontrakt z Ajaksem Amsterdam. Kosztował 350 tysięcy euro. W Eredivisie zadebiutował 12 sierpnia 2012 w zremisowanym 2:2 domowym meczu z AZ Alkmaar. 19 sierpnia 2012 strzelił swoje pierwsze dwa gole dla Ajaksu w wyjazdowym spotkaniu z NEC Nijmegen (6:1).
W 2015 Sana przeszedł do Malmö FF na zasadzie wolnego transferu. W szwedzkiej drużynie spędził 2 sezony i w obu triumfował w rozgrywkach Allsvenskan. Zadebiutował w meczu GIF Sundsvall, w którym szwedzki klub wygrał 4:1. Pierwszą bramkę zdobył dopiero w następnym sezonie, w wygranym 4:2 meczu z BK Häcken w Allsvenskan. W tym samym sezonie wraz z Malmö FF zagrał w UEFA Champions League, zagrał tylko w jednym meczu grupowym z Realem Madryt (0:8). W eliminacjach do tych rozgrywek Malmö FF wyeliminowało szkocki Celtic oraz austriacki RB Salzburg.
W 2017 za nieujawnioną kwotę pieniędzy zasilił duński Aarhus GF. W Superligaen dla Aarhus zadebiutował w przegranym meczu z AC Horsens (1:2). Pierwszą bramkę w Superligaen zdobył przeciwko FC Helsingör. Mecz ten Aarhus wygrało 1:5.
W 2019 opuścił Danię i ponownie zasilił szwedzki IFK Göteborg do której gra aktualnie. Z Göteborgu w 2012 odszedł do holenderskiego Ajaksu. Zadebiutował w meczu eliminacyjnym do rozgrywek UEFA Europa League z duńskim klubem FC København.
| Sezon   | Klub         | Kraj     | Rozgrywki   | Mecze | Bramki |
| ------- | ------------ | -------- | ----------- | ----- | ------ |
| 2008    | Qviding FIF  | Szwecja  | Superettan  | 21    | 2      |
| 2009    | Qviding FIF  | Szwecja  | Superettan  | 7     | 1      |
| Suma:   | Suma:        | Suma:    | Suma:       | 28    | 3      |
| 2009    | IFK Göteborg | Szwecja  | Allsvenskan | 5     | 0      |
| 2010    | IFK Göteborg | Szwecja  | Allsvenskan | 11    | 1      |
| 2011    | IFK Göteborg | Szwecja  | Allsvenskan | 26    | 0      |
| 2012    | IFK Göteborg | Szwecja  | Allsvenskan | 11    | 2      |
| Suma:   | Suma:        | Suma:    | Suma:       | 53    | 3      |
| 2012/13 | AFC Ajax     | Holandia | Eredivisie  | 13    | 4      |
| 2013/14 | AFC Ajax     | Holandia | Eredivisie  | 6     | 1      |
| 2014/15 | AFC Ajax     | Holandia | Eredivisie  | 4     | 0      |
| Suma:   | Suma:        | Suma:    | Suma:       | 23    | 5      |
| 2015    | Malmö FF     | Szwecja  | Allsvenskan | 19    | 0      |
| 2016    | Malmö FF     | Szwecja  | Allsvenskan | 19    | 1      |
| 2017    | Malmö FF     | Szwecja  | Allsvenskan | 5     | 1      |
| Suma:   | Suma:        | Suma:    | Suma:       | 43    | 2      |
| 2017/18 | Aarhus GF    | Dania    | Superligaen | 37    | 9      |
| 2018/19 | Aarhus GF    | Dania    | Superligaen | 34    | 8      |
| Suma:   | Suma:        | Suma:    | Suma:       | 71    | 17     |
| 2019    | IFK Göteborg | Szwecja  | Allsvenskan | 17    | 2      |
| 2020    | IFK Göteborg | Szwecja  | Allsvenskan | 36    | 6      |
| 2021    | IFK Göteborg | Szwecja  | Allsvenskan | 6     | 0      |
| Suma:   | Suma:        | Suma:    | Suma:       | 59    | 8      |

## Kariera reprezentacyjna
W reprezentacji Szwecji Sana zadebiutował 16 października 2012 roku w zremisowanym 4:4 meczu eliminacji do MŚ 2014 z Niemcami, rozegranym w Berlinie. W tych samych rozgrywkach zagrał również swoje ostatnie spotkanie dla reprezentacji, w wygranym meczu z Wyspami Owczymi (1:2). W roku 2014 Szwed postanowił zakończyć karierę reprezentacyjną.